# 大阪市立東小路小学校
大阪市立東小路小学校（おおさかしりつ ひがししょうじ しょうがっこう）は、大阪市生野区にある公立小学校。
1943年に大阪市小路国民学校（現在の大阪市立小路小学校）より分離し、現在地に開校した。

## 沿革
- 1943年1月15日 - 大阪市東小路国民学校として開校。
- 1944年 - 奈良県北葛城郡当麻村・磐城村・新庄町（現在の葛城市）に集団疎開。
- 1947年4月1日 - 学制改革により、大阪市立東小路小学校に改称。

## 通学区域
- 大阪市生野区 小路東3丁目・5丁目・6丁目の全域、小路東1丁目・2丁目・4丁目のそれぞれ一部。
卒業生は大阪市立新生野中学校に進学する。

## 交通
- 地下鉄千日前線 小路駅 南東へ徒歩約6分。
- 近鉄大阪線・奈良線 布施駅 南西へ徒歩約10分。